# Самоценность

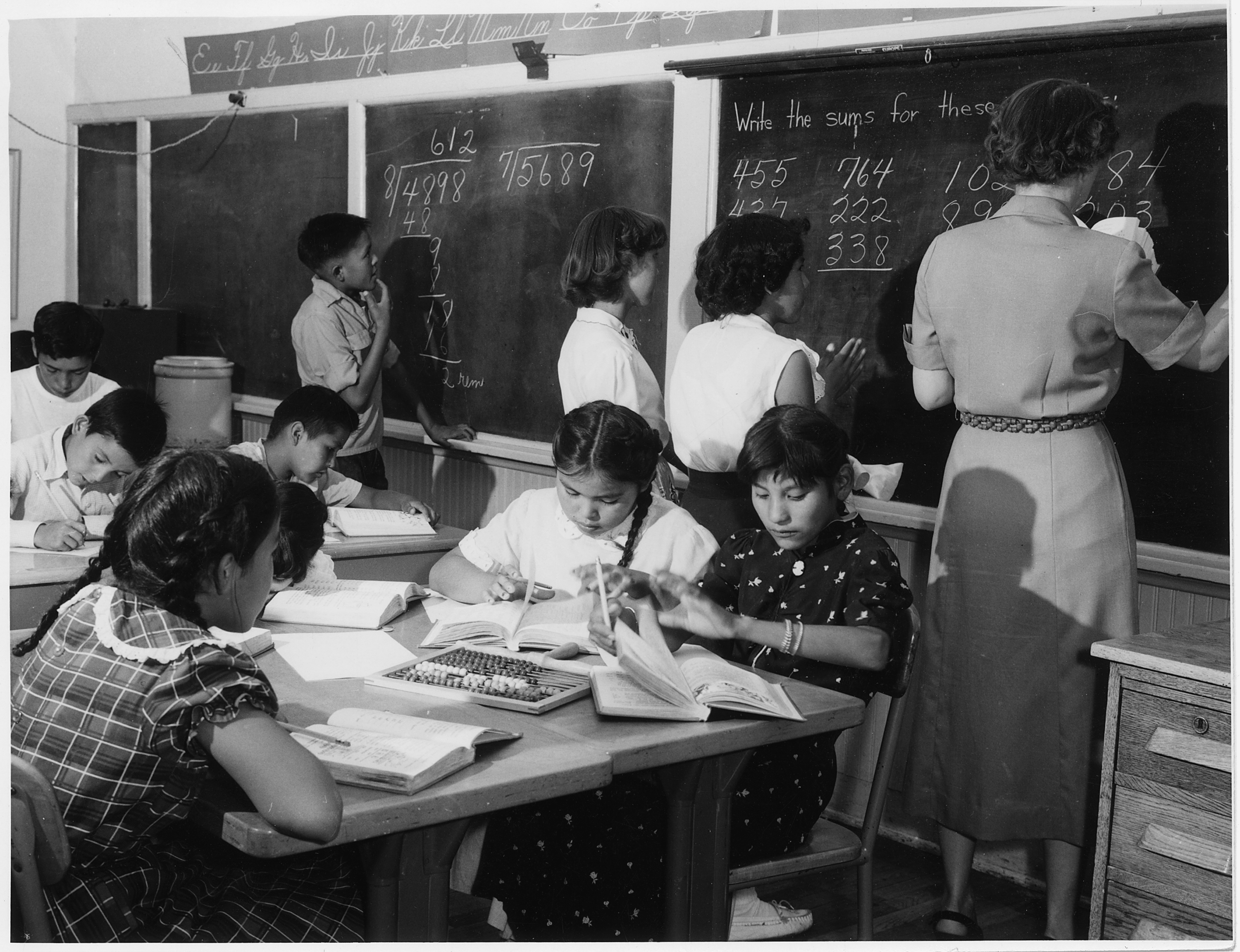
Теория мотивации самоценности обычно применяется к учащимся в условиях школы, где часто происходит оценка своих способностей и сравнение со сверстниками.

Самоценность — психологическая тенденция, означающая веру в собственную ценность и значимость индивида, противостоящую оценкам от других и ожиданиям со стороны общества. Включает в себя внутренний, стабильный, и позитивный взгляд на самого себя, не подверженный значительным колебаниям в зависимости от внешних факторов. Основной элемент самоценности состоит в том, что личность оценивает и принимает себя, даже если её поступки, способности или мнения не соответствуют стандартам или нормам социума. Уверенность в собственной ценности способствует психологическому благополучию, стремлению к успеху, здоровой самооценке и устойчивости к негативному воздействию окружающей среды. Концепция, вытекает из теории мотивации достижения, чаще всего применяется в образовательном контексте, где учащиеся регулярно оценивают личные способности и сравнивают себя с другими сверстниками. В большинстве случаев ученики наблюдают собственную тягу к знаниям как способ поддержания самоценности и, следовательно, стремятся максимально увеличить учебные навыки, избегая неудач. Усилия, направленные на достижение максимальной академической компетентности, чтобы защитить самооценку, часто описываются как «обоюдоострый меч». Несмотря на важность такого подхода, также может вызвать чувство беспомощности и недостаточности в случае отсутствия ожидаемых результатов. Для предотвращения таких чувств и, следовательно, поддержания самоуважения, некоторые ученики прибегают к защитному поведению, уменьшая усилия и установливая низкие стандарты в отношении полученных оценок. Стратегии, направленные на поддержание уровня самоценности, могут быть названы самоограничением и защитным пессимизмом.

## Самоограничение
Стратегия самовнушения предоставляет индивидууму возможность объяснить неудачу, осознанно создавая преграду на пути к достижению успеха. Что позволяет человеку приписать неудачу не проблемам в собственных способностях, а скорее преграде, что проявляется в недовольстве результатами личного труда. Примерами таких самообманных приёмов являются откладывание дел на потом, прокрастинация, снижение усилий или несогласие заниматься подготовкой к предстоящим задачам. Данные установки, которые направлены на избегание неудачи, оказывают негативное воздействие на достижение желаемых результатов. Следовательно, стратегия самообмана имеет разнообразные негативные последствия, включая низкую успеваемость, неудовлетворённость в академической сфере и снижение общего благополучия, хотя также может служить и защитой чувства самоценности. Отличие этой стратегии от стратегии защитного пессимизма заключается в том, что самовнушение ориентировано больше на избегание неудачи, нежели на достижение успеха. Обычно схожее поведение наблюдается в случаях, когда люди ставят избегание неудачи важнее успешного завершения задачи.
В понятие самопрезентации внесён аспект самообман, который подразумевает умышленное увеличение трудностей, которые могут возникнуть при выполнении задачи, оправдание тревожных ощущений при прохождении тестов или заявление о проблемах со здоровьем.

## Защитный пессимизм
Для предотвращения отрицательного влияния неудачи на самооценку, некоторые ученики применяют стратегию защитного пессимизма. И осознанно выражают пессимистические мысли относительно предстоящих задач. Подход предполагает установку низких целей и ожиданий в отношении заданий, по которым будут оцениваться способности. Установка менее амбициозных и более безопасных целей путём снижения требований к уровню приемлемой работы способствует повышению уровня удовлетворённости полученными результатами.

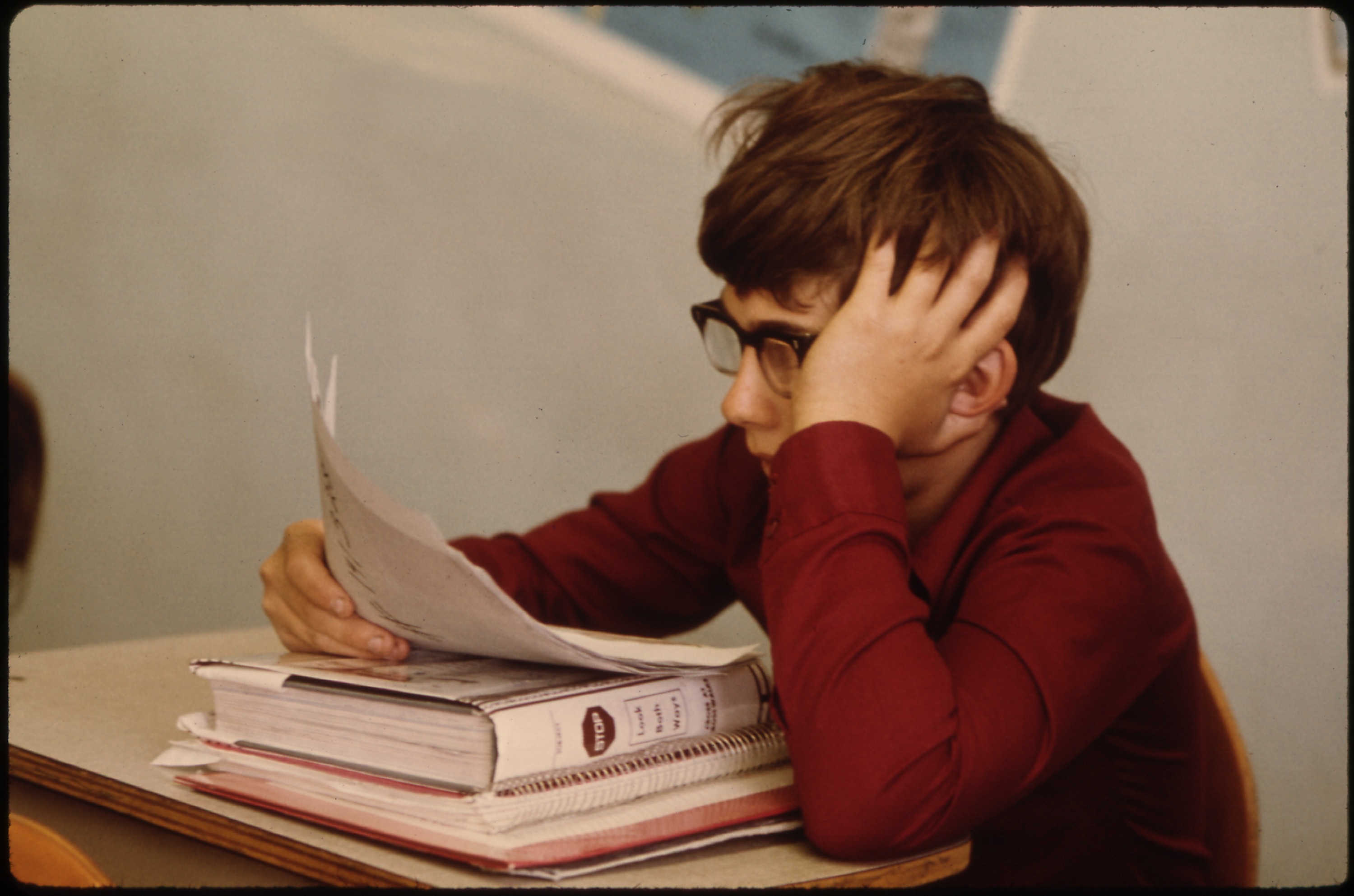
Некоторые учащиеся используют стратегию защитного пессимизма, чтобы защитить чувство собственного достоинства, намеренно высказывая пессимистические мысли о предстоящих заданиях.

В отличие от стратегии самовнушения, защитный пессимизм не оказывает неблагоприятного влияния на результаты выполнения задачи, как указывают исследования. Скорее, вмешательство в эту стратегию может привести к нежелательным последствиям в рамках рабочего контекста. Защитный пессимизм, несмотря на его нейтральное воздействие на выполнение задачи, может вызвать неприятные последствия для психологического благополучия. В частности, включает снижение уровня удовлетворённости жизнью, потенциальное ухудшение работоспособности, ощущение безнадёжности и тревожность. Кроме того, может спровоцировать состояние переутомления и эмоциональную нестабильность.

## Защитное ожидание и рефлексивность
Существуют два важных аспекта защитного пессимизма, известных как стратегии защитных пессимистов: защитное ожидание и рефлексивность.
Защитное ожидание представляет собой снижение ожиданий по результатам события, на котором оцениваются способности человека, установка более низких стандартов, по которым впоследствии проводится оценка. Помимо этого, люди склонны рассматривать разнообразные возможные результаты, включая как положительные, так и отрицательные, перед самим событием. Данный аспект называется рефлексивностью.
Стратегия защитного ожидания служит нескольким целям. Установка более низких и более безопасных ожиданий помогает снизить стандарты для достижения, что делает более вероятным успешное выполнение задачи. Точно так же, использование рефлексивности позволяет заранее обдумать различные возможные исходы событий. Процесс защитной рефлексии может стать источником мотивации, помогая человеку планировать и прикладывать усилия для предотвращения негативных сценариев. Несмотря на то, что эти две стратегии защитного пессимизма могут казаться связанными с опасениями индивида, они, на самом деле, способствуют его личностному развитию и действуют как мотивационные факторы, стимулирующие усилия при подготовке к задаче или выступлению.

## Способности, усилия и неконкурентоспособные структуры обучения
Учащиеся стремятся максимизировать свои способности в различных аспектах для обеспечения сохранения чувства собственного достоинства. Связано это с тем, что способности часто рассматриваются как ключевой фактор в достижении успеха, и поэтому тесно связаны с оценкой личной ценности. В данном контексте, оценка своих способностей связана с интеллектуальными достижениями, в то время как усилия и трудолюбие иногда недостаточно высоко ценятся, за исключением ситуаций, когда напрямую направлены на приобретение новых знаний.
Для младших школьников важно понимание, что усилия оказывают положительное воздействие на развитие способностей и, следовательно, на укрепление чувства собственного достоинства. Дети приравнивают ценность усилий к ценности способностей и видят их взаимосвязь как синергетическую.
В то время как старшие школьники иногда избегают любых возможностей и не хотят прикладывать дополнительные усилия из-за страха перед «угрозой унижения» в случае неудачи. Для большинства учеников, избегающих неудачи, самоценность связана с достижениями, которые, зависят от способностей. Поэтому, могут прилагать усилия, чтобы представлять себя в образе способных и успешных, особенно в глазах взрослых людей, даже если и сложно добиться большего успеха на самом деле. Что в свою очередь, помогает сохранить чувство собственного достоинства.
Ученики, избегающие неудач, стремятся казаться компетентными, используя такие стратегии избегания неудач, как защитный пессимизм и самовнушение, поскольку выученная неспособность представляет собой серьёзную угрозу для самоуважения.

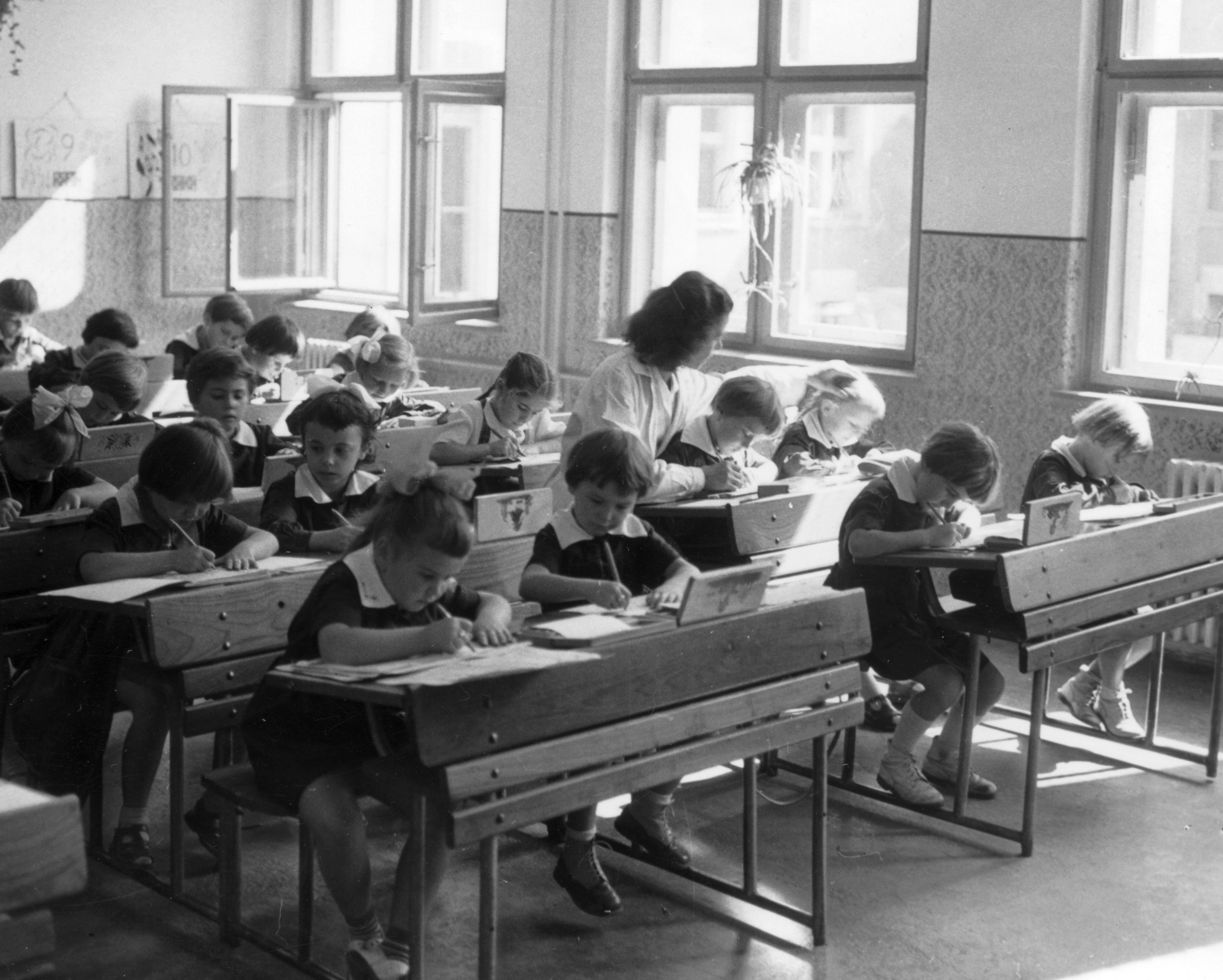
Важной ролью преподавателя считается проведение занятий таким образом, чтобы отделить навязчивую идею о способностях ученика от желания учиться. Используя неконкурентные структуры обучения, преподаватель может стимулировать индивидов стремиться к успеху, а не пытаться избежать неудач.

Успехи и неудачи учеников, будь то результаты способностей или усилий, оказывают прямое воздействие на самоценность и эмоциональное состояние. Успех, обусловленный высокими способностями, вызывает у ученика чувство самоуважения и гордости. Точно так же, достижение успеха с минимальными усилиями укрепляет чувство самоценности и вызывает удовлетворение, подтверждая уникальные способности личности.
С другой стороны, столкновение с неудачей из-за низких усилий приводит к появлению чувства вины и стыда, а также чувства унижения, если низкие способности учеников стали основной причиной неудачи. Большинство учеников предпочитают испытывать чувство вины, возникающее из-за недостаточных усилий, чем чувство унижения, связанное с попыткой и потерей удачи. Связано с тем, что снижение усилий воспринимается более лояльно и обыденно.
Для поддержания мотивации учащихся и предотвращения снижения усилий, важно проводить обучение таким образом, чтобы отделять способности от желания учиться. Методы обучения с отсутствием конкуренции позволяют постоянно тестировать, исследовать и расширять свои знания, что требует усилий и основаны на чувстве укрепления самоценности, а не на сравнении с другими или себе подобными.
Кооперативное обучение, где ученики сотрудничают и обучают друг друга, также способствует развитию чувства награды за помощь другим, что может быть более мотивирующим, чем конкуренция с другими сверстниками. Таким образом, ведение обучения с учётом индивидуальных способностей и мотивации молодёжи способствует успешному образованию и вовлечению в дальнейшее развитие знаний и собственных навыков.

## Четырёхполярная модель теории самоценности
Четырёхполярная модель теории самоценности исследует поведение индивида под влиянием мотивации, направленной на защиту чувства собственного достоинства, и включает двойные мотивы избегания неудачи и приближения успеха. Модель определяет четыре широких типа учащихся, основываясь в ориентации на успех и избегание неудачи. Основные типы:
- Ориентированные на успех, стремятся к результатам и не испытывают сильной потребности в избегании неудач. Ценят учёбу и не используют её для защиты своей самоценности[6].

- Принимающие неудачу, трудно приблизиться к успеху и избежать неудачи[6]. Часто принимают неудачи как индикатор своих способностей, что может привести к отказу от дальнейшего развития учебных навыков[6].

- Избегающие неудач, не стремятся к успеху[1]. Склонны избегать ситуаций, где есть риск неудачи, дабы сохранить самоценность[14].

- Стремящиеся учащиеся, которые одновременно избегают неудачи и стремятся к решению задач[6]. Чувствительны к возможности потерпеть неудачу, так как сомневаются в своих способностях, и пытаются избегать неудачи, чтобы защитить чувство самоценности[2].

Все типы учащихся характеризуются различными стратегиями, которые могут включать в себя изменение усилий, установление низких стандартов к своему труду и оправдание собственной плохой работы. Интересно, что усилия, направленные на избегание стресса, часто могут приводить к неудаче, но по причинам, связанным с недостатком приложенных усилий, а не неспособностью ребёнка. Большинство учеников обладают характеристиками энергичных и трудолюбивых личностей, которым просто необходима мотивация и одобрение со стороны взрослых людей, однако также чувствительны к потенциальной неудаче из-за сомнений в своих способностях.

## Динамика развития

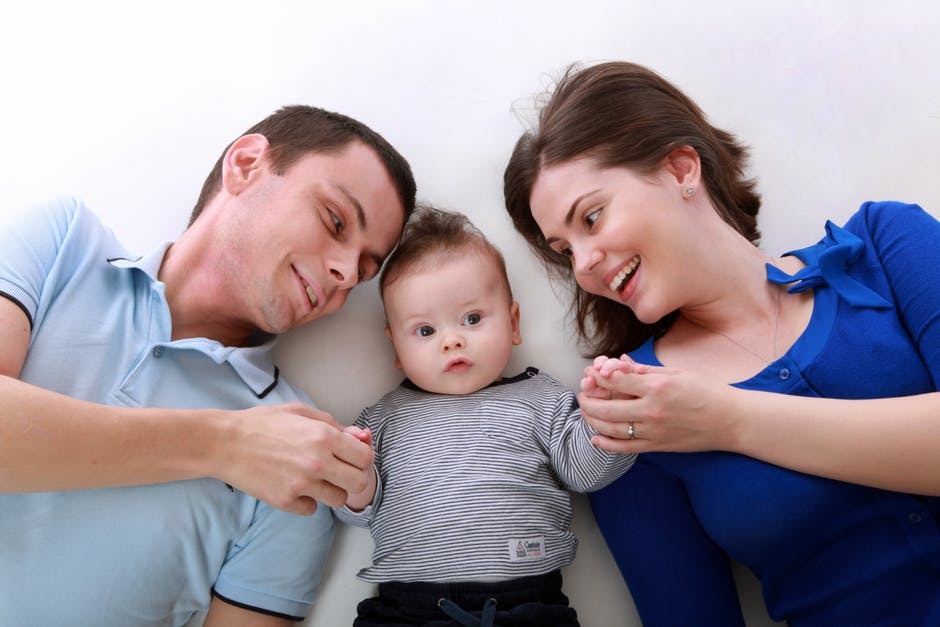
Доказано, что модель поведения индивида, проявляющаяся в обстоятельствах, когда он мотивирован защищать чувство собственного достоинства, имеет чёткую связь с практикой воспитания детей.

Человеческое поведение, когда личность стремится защитить чувство собственного достоинства, имеет научно обоснованную связь с методами воспитания детей, как это было доказано в исследованиях, связанных с теорией драйва. Первоначальные исследования указывают на то, что люди, ориентированные на достижение успеха, обычно вырастали в семейной обстановке, где родители создавали тёплую атмосферу и поощряли самостоятельный выбор и независимость. Факторы такой благоприятной среды и должной родительской роли способствуют развитию ответственности в принятии решений и дают почву для «исследования новых идей». В отличие от родителей учеников, склонных к неудачам, выяснилось, что такие родители не обращают особого внимания на неудовлетворительные результаты собственных детей, а вместо этого поддерживают их при удовлетворительных достижениях. Например, студенты колледжа, ориентированные на успех, вспоминают, что их чаще хвалили за успешные результаты и реже наказывали за неудовлетворительные по сравнению с молодёжью, избегающей неудач.
Родители учеников, склонных к неудачам, имеют характеристики, противоположные родителям учеников, стремящихся к успеху и в свою очередь, обычно строго наказывают детей, когда успехи не соответствуют ожиданиям. Даже если родители оценивают деятельность своих детей высоко и результаты соответствуют ожиданиям, дети могут встречать «слабую поддержку и даже равнодушие».
Исследования также учитывают этнические факторы в динамике развития самоценности. Например, азиатские студенты часто подвергаются большему давлению со стороны требовательных семейных ценностей по сравнению с англоязычными странами. Поэтому в Азии, часто стараются заранее предотвратить неудачи возникающие в процессе обучении, так как в противном случае, это может привести к отторжению со стороны семьи, и поэтому ученики стремятся к успеху, двигаемые прямой мотивацией избежать неудач, а не внутренними мотивами, такими как радость, удовольствие и удовлетворение от учёбы.